# Моханда
Моханда (исп. Mojanda) — неактивный стратовулкан в Эквадоре, провинция Пичинча. Высота вершины 4263 метра над уровнем моря, последнее из известных извержений вулкана произошло около 200 000 лет назад.

## Физико-географическая характеристика
Вулкан Моханда расположен на севере провинции Пичинча, Эквадор, в отроге Восточная Кордильера в Андах. Город Отавало, ближайшее крупное поселение, расположен примерно в 10 километрах на северо-восток от вулкана. Расстояние до столицы Эквадора, Кито, около 40 километров на юго-запад. В 35 километрах на восток от Моханда стоит вулкан Каямбе (5790 метров, высочайшая точка провинции Пичинча), в 20 километрах на северо-восток расположен вулкан Имбабура (4609 метров). У подножия вулкана расположено озеро Мохандо.

## Извержения вулкана
Моханда относится к классу неактивных стратовулканов. Вулкан Мохандо имеет сложную геологическую историю. В основе современного вулкана лежат остатки более ранних вулканов, которые были активными в одно и то же время. Вулкан Мохандо, предположительно, имел кальдеры, которые были уничтожены в результате извержений. Впоследствии конус вулкана был частично уничтожен извержениями, оставившими после себя новую кальдеру, содержащую 2 озера. Вулкан Фуя-Фуя (исп. Fuya Fuya), состоящий из андезитов и риолитов, был сформирован около 165 000 лет назад в результате двух плинианских извержений, которые также сформировали большую кальдеру. Позднее было образовано еще несколько лавовых куполов, предположительно, в голоценовом периоде.